# Серафінув
Серафінув (пол. Serafinów) — село в Польщі, у гміні Козьмін-Велькопольський Кротошинського повіту Великопольського воєводства.
Населення — 138 осіб (2011).
У 1975-1998 роках село належало до Каліського воєводства.

## Демографія
Демографічна структура станом на 31 березня 2011 року:
|          | Загалом | Допрацездатний вік | Працездатний вік | Постпрацездатний вік |
| -------- | ------- | ------------------ | ---------------- | -------------------- |
| Чоловіки | 68      | 24                 | 36               | 8                    |
| Жінки    | 70      | 15                 | 41               | 14                   |
| Разом    | 138     | 39                 | 77               | 22                   |